# Karen Ibasco
Karen Santos Ibasco (Manila, 17 dicembre 1990) è una modella filippina, incoronata Miss Terra 2017.
È la quarta filippina ad essere eletta Miss Terra, dopo Karla Henry (2008), Jamie Herrell (2013) e Angelia Ong (2014).

## Biografia
Nativa di Manila, frequenta l'Università di Santo Tomás della città dove si laurea in fisica applicata e poi in fisica medica.
Terminati gli studi, nel 2016 partecipa alla 53ª edizione di Binibining Pilipinas (Miss Filippine), svoltasi allo Smart Araneta Coliseum di Quezon, ma ne esce senza alcun piazzamento.
Il 15 luglio 2017 trionfa alla 17ª edizione di Miss Terra Filippine, venendo quindi scelta per rappresentare il proprio paese al concorso di Miss Terra.
Il 4 novembre seguente è dichiarata vincitrice di Miss Terra 2017, incoronata dalla reginetta uscente Katherine Espín. Con tale successo diviene la quarta filippina ad essere eletta Miss Terra, dopo Karla Henry (2008), Jamie Herrell (2013) e Angelia Ong (2014).